# Neema Namadamu
Neema Namadamu es una defensora de la paz y activista de los derechos de las mujeres y de las personas con discapacidad en la República Democrática del Congo (RDC). Fundó el Maman Shujaa Media Center para empoderar a las mujeres y darles voces para contar sus historias.

## Biografía
Namadamu nació en las Altas Llanuras de Itombwe en la provincia de Kivu del Sur.Cuando tenía dos años, contrajo polio y se quedó físicamente discapacitada a causa de la enfermedad. Debido a esto, su padre decidió tomar una segunda esposa porque en la República Democrática del Congo los niños discapacitados "a menudo son considerados como una maldición". Recuerda que cuando era niña no tenía muletas, por lo que su madre, Polline Nyirambarato, la llevaba en su espalda de regreso a la escuela cuando las condiciones de la carretera eran malas. Namadamu comenzó a promover la concientización sobre las personas con discapacidad cuando estaba en la escuela secundaria y tenía su propio programa de radio. Más tarde, cuando fue a la universidad, se convirtió en la primera mujer con discapacidad de su etnia en graduarse de una universidad en la República Democrática del Congo.
Después de que  se  graduara,  fue escogida como Diputada para representar a la provincia Kivu del Sur en la Asamblea Nacional.Después de servir en Parlamento, fue la Consejera Técnica para el ministro de Género y Familia de la República del Congo.
Cuando la hija de Namadamu tenía veinticinco años, fue atacada y golpeada por miembros del Ejército Nacional Congolés.Namadamu recuerda que "sintió un fuerte deseo de venganza violenta", sin embargo, optó por romper el ciclo de venganza y en lugar de luchar contra los individuos,"estamos luchando contra el sistema", afirmó.Namadamu fundó el Maman Shujaa Media Center, que trabaja en conexión con World Pulse, una red global de empoderamiento de las mujeres.La organización está ubicada en Bukavu, donde puede brindar  ealfabetización digital a las mujeres.Maman Shujaa significa "Mujeres Héroe" y el proyecto está diseñado no sólo para educar a las mujeres, sino también para brindarles una plataforma para compartir sus historias con el mundo.Cada mujer aprende a convertirse en una "activista digital" en la República Democrática del Congo.Su trabajo muestra "la resiliencia y la importancia de las mujeres en el Congo que viven en un entorno violentamente opresivo para las mujeres".

## Premios
En noviembre de 2023, Namadamu fue incluida en la lista de las 100 mujeres de la BBC. 